# Đội tuyển Davis Cup Venezuela
Đội tuyển Davis Cup Venezuela đại diện Venezuela ở giải đấu quần vợt Davis Cup và được quản lý bởi Liên đoàn Quần vợt Venezuela.
Venezuela hiện tại thi đấu ở Nhóm II khu vực châu Mỹ. Đội chưa bao giờ thi đấu ở Nhóm Thế giới, nhưng đã từng vào vòng Play-off các năm 1995 và 2002.

## Lịch sử
Venezuela lần đầu tiên tham gia Davis Cup vào năm 1957.

## Đội hình hiện tại (2014)
- Ricardo Rodriguez
- Luis Martinez
- Jesus Bandres
- Roberto Maytin (cầu thủ đánh đôi)